# Počátky spodně kvašených piv v českých zemích
Počátky spodně kvašených piv v českých zemích spadají do konce 1. poloviny 19. století. Do té doby na území českých zemí převládala výroba svrchně kvašených, tzv. nadkvasných piv. Ve 30. letech 19. století se ještě většina pivovarů bránila zavádění spodního kvašení. Vaření "podkvasných" piv se ve větší míře začalo rozšiřovat až po roce 1840, kdy spodně kvašené pivo začal vařit sládek Vojtěch Wanka v pražském pivovaru U Primasů. Již v roce 1841 vařila desetina pivovarů v českých zemích spodně kvašené pivo. V roce 1842 se toto pivo začalo vařit v Měšťanském pivovaru v Plzni - první várka byla připravena 5. října 1842 sládkem Josefem Grollem z Vilshofenu v Bavorsku. Roku 1852 vydal český sládek a obrozenec Josef Daněk spis Popis pivovarství na spodní kvasnice, který na základě svých zkušeností získaných v Bavorsku, napsal již v roce 1843. K velkému rozšíření tohoto způsobu vaření piva došlo především po roce 1850. Přispěla k tomu jeho stále větší obliba u konzumentů a hlavně jeho stálost. Jeho příprava však byla nákladnější (vybavení spilek a sklepů).
Již od 19. století byl rozšířen mylný názor, že spodní kvašení bylo do Čech dovezeno z Bavorska. V českých zemích se však podkvasná piva vyráběla vždy, i když jen v nepatrném množství. V 15. století například proslulo podkvasné žatecké pivo Samec a pivo, které se nazývalo Popeněžní. Toto silné, více hořké pivo se připravovalo z ječného sladu spodním kvašením při nižších teplotách. Jihlavský pivovar ho v roce 1452 dodával císaři Fridrichu III. Habsburskému. Další zmínky o spodním kvašení nacházíme v prvním česky vydaném pivovarském spisku sládka - reformátora Františka Ondřeje Poupěte Počátkové základného naučení o Waření piwa pro učedníky, towaryše, sládky a pro každého hospodáře, kterýž té wěcy dokonale wyučen býti žádá. Zde Poupě na stranách 30 - 35 uvádí, co by měl sládek ovládat: V bodu 10) píše: "ponewádž kwašení jest podstatná částka sladownického umění, tedy on má je a) každého času w roce po wychládnutí piwa, a podlé jisté určité wáhy kwasnic umět mírně řídit, y b) má znát, že dwojím způsobem tj. mimo hornich, taky na dolni kwasnice kwašeno býti může". Dále na stranách 192 - 194 uvádí, kde se již v jeho době (konec 18. století) spodně kvašené pivo vařilo: "Otázka Kde se waři pivo na spodni kwasnice? Odpověď Po celé baworské a Englické zemi, y na některých místech w Čechách k.p. w Girkowě (Jirkově), Petersburku (Petrohradu na Lounsku), w Rakownice a před časy take w Žatci tak nazvané piwo Samec, neb ležák na týž způsob se wařil".
Ze všech těchto pramenů je zřejmé, že spodně kvašené pivo bylo v českých zemích známo dříve než se od druhé poloviny 19. století rozšířilo ve většině pivovarů v zemích Koruny české.